# Nackawic
Nackawic é uma pequena cidade localizada a 65 km a oeste da cidade de Fredericton, na margem leste do rio Saint John, em Nova Brunswick, no Canadá.